# Handelsmännen och de magiska skeppen
Handelsmännen och de magiska skeppen är en bok av Robin Hobb.
I Robin Hobbs trilogi om Fjärrskådarna fördes läsaren till en värld full av magi, maktkamp och starka lidelser. I den nya romansviten återkommer vi till samma värld, men långt söder om Sex Hertigdömen.
Långt söderut i Fjärrskådarnas värld ligger en rik sjöfararstad. Handelsmännen där bygger de bästa skeppen i världen, och med de allra bästa av dessa skepp uppstår en magisk förbindelse mellan skeppet och dess kapten. Då vaknar fartygen till medvetande och liv. Ett sådant skepp ägs och seglas alltid av samma familj. Tre generationer av kaptener måste dö ombord så att deras andar för alltid kan förenas med skeppet. Efter den tredje kaptenens död, "vaknar" skeppet till liv. Men de gamla handelsfamiljernas makt och rikedom minskar. Krig och piratdåd och guldhungriga främlingar ruckar på den hävdvunna ordningen. Handelsfamiljen Vestrits "själskepp" Vivacia, grunden till deras välstånd, hamnar i orätta händer när den gamle kaptenen, den tredje generationen, dör. Den unga Althea Vestrit, som nu är den rättmätiga kaptenen, börjar en lång kamp för att återfå sitt fartyg. Under tiden tvingas Vivacia, som nu är vid fullt medvetande, av den nya ägaren till uppgifter som nästan driver henne från förståndet. Och i öster härjar en piratkapten med stora planer för sin egen räkning och med drömmar om att erövra ett själskepp.

## Böcker i serien
- Magins skepp (Ship of Magic)
- Sorgeskeppet (The Mad Ship)
- Ödets skepp (Ship of Destiny)